# Satan Spits on Children of Light
Satan Spits on Children of Light — дебютный студийный альбом американской блэк-метал/панк-группы Devil Master, выпущенный 1 марта 2019 года на лейбле Relapse Records. Альбом получил положительные отзывы от музыкальных критиков и был признан одним из лучших релизов 2019 года по версии портала MetalSucks. Было выпущено три сингла: «Desperate Shadow», «Black Flame Candle» и «Her Thirsty Whip». На песню «Black Flame Candle» был снят клип.

## Об альбоме
8 января 2019 года группа анонсировала выход первого студийного альбома. «Мы не потворствуем никаким тенденциям или другим жанрам», — заявил гитарист Darkest Prince. «Это полностью собственная вещь. Она для людей, чтобы они открыли свой разум и повеселились, но также и потерялись в этом». Вместе с анонсом Devil Master выпустили сингл «Desperate Shadow».
Второй сингл «Black Flame Candle» и клип на него вышли 5 февраля. «Это третий трек на релизе. В клипе мы ворвались в заброшенную церковь и чуть не задушили нашего хорошего друга Эрика до смерти, после того как накачали его галлюциногенами», — рассказали участники группы сайту Consequence of Sound. Винс Беллино из Decibel пишет, что «высокоскоростная музыка Devil Master сочетается с оккультными и ужасающими образами, а психоделический адский пейзаж, который группа создаёт в клипе, легко мог бы быть взят с давно забытой VHS-кассеты».
Третий сингл «Her Thirsty Whip» был выпущен 26 февраля. Эксл Розенберг из MetalSucks написал, что этот трек «извергает огонь».
Альбом был выпущен 1 марта 2019 года на лейбле Relapse Records. Продюсером выступил Артур Ризк, известный по работе с Power Trip и Code Orange.

## Отзывы критиков
| Оценки критиков      | Оценки критиков |
| Источник             | Оценка          |
| -------------------- | --------------- |
| BrooklynVegan        | без оценки      |
| Consequence of Sound | B               |
| Decibel              | без оценки      |
| Exclaim!             | [ 11 ]          |
| metal.de             | [ 12 ]          |
| Punknews.org         | [ 13 ]          |
| Rock Hard            | [ 14 ]          |
| Sputnikmusic         | [ 15 ]          |

Satan Spits on Children of Light получил положительные отзывы от музыкальных критиков. Эндрю Захер из BrooklynVegan написал в своем обзоре, что по сравнению с прошлыми релизами группы, «их блэк-металлическая сторона стала ещё более злой, панковская — ещё более напористой, а мелодии зазвучали как никогда раньше». Рецензент Consequence of Sound Лэнгдон Хикмен в качестве недостатка отметил «отсутствие разнообразия», но, по его словам, в целом это «многообещающий и экстатически радующий дебют». В статье для Decibel Шон Фрейзер отметил, что Devil Master «могут вытащить из своего бурлящего котла не один трюк»: в песнях «Skeleton Hand» и «Christ’s Last Hiss» они «излучают демонические сёрф-роковые настроения», а в «Desperate Shadow» прослеживается «таинственность и опасность трансцендентального дэт-метала вроде Morbus Chron». По словам Брейдена Тюренна из Exclaim!, «Satan Spits on Children of Light — это кладезь великолепных композиций, которые одновременно разжигают ярость и искушают слушателя на разврат». Рикарда Ноэрес из metal.de заметил, что все песни «звучат одинаково и в итоге не застревают в голове». Джон Джентил из Punknews.org подчеркнул влияние на музыкантов японской хардкор-панк-группы Zouo, британцев Discharge, новой волны британского хеви-метала и группы Venom. По его мнению, музыканты «берут разрозненные жанры и соединяют их вместе». Редактор портала Sputnikmusic прокомментировал содержание альбома следующим образом: «Devil Master — это просто чистое, без примесей, злое веселье, как та сцена в „От заката до рассвета“, где Tito & Tarantula играют на инструментах, сделанных из человеческих трупов, а вампиры пируют на крови клиентов бара „Titty Twister“».
Релиз занял 40-е место в списке «40 лучших альбомов 2019 года» по версии журнала Decibel. По версии журнала Revolver, пластинка заняла 7-ю из «25 лучших альбомов 2019 года»: «Devil Master с лихвой оправдали надежды своих предыдущих записей и безумных концертных шоу, выпустив откровенный дебютный LP» — прокомментировала редакция. Журналист Джефф Треппел (Decibel, MetalSucks) поставил релиз на 12-е место своего личного списка «15 лучших метал-альбомов 2019 года». Satan Spits on Children of Light стал одним из лучших альбомов года по версии портала MetalSucks.

## Список композиций
| №                   | Название                           | Длительность |
| ------------------- | ---------------------------------- | ------------ |
| 1.                  | «Listen, Sweet Demons…»            | 1:40         |
| 2.                  | «Nightmares in the Human Collapse» | 2:56         |
| 3.                  | «Black Flame Candle»               | 2:47         |
| 4.                  | «Devil is Your Master»             | 1:57         |
| 5.                  | «Christ’s Last Hiss»               | 4:16         |
| 6.                  | «Skeleton Hand»                    | 4:22         |
| 7.                  | «Nuit»                             | 2:07         |
| 8.                  | «Gaunt Immortality»                | 2:34         |
| 9.                  | «Desperate Shadow»                 | 3:00         |
| 10.                 | «Her Thirsty Whip»                 | 3:25         |
| 11.                 | «Dance of Fullmoon Specter»        | 3:01         |
| 12.                 | «Webs of Sorrow»                   | 4:14         |
| 13.                 | «XIII»                             | 0:33         |
| Общая длительность: | Общая длительность:                | 36:52        |

## Участники записи
Devil Master
- Dark Prince — соло-гитара
- Hades Apparition — ритм-гитара
- Disembody — вокал
- Del — ударные
- Spirit Mirror — бас-гитара
- Dodder — клавишные

Технический персонал
- Артур Ризк — продюсер
- Эрика Фревел — обложка
- Шен Вейли — фотограф
- Джейкоб Спейс — оформление

## Позиции в чартах
| Чарт (2019)        | Высшая позиция |
| ------------------ | -------------- |
| Independent Albums | 24             |
| Heatseekers        | 11             |